# مانئول گومز (مربی فوتبال)
مانئول گومز (انگلیسی: Manuel Gomes؛ زادهٔ ۲۹ مهٔ ۱۹۵۱) بازیکن  و مربی فوتبال اهل پرتغال است.